# سیارک ۹۸۸
سیارک ۹۸۸ (به انگلیسی: 988 Appella، نامگذاری:1922MT) نهصد و هشتاد و هشتمین سیارک کشف شده‌است که در ۱۰ نوامبر ۱۹۲۲ و در الجزیره کشف شد.
قدر مطلق سیارک برابر ۱۱٫۲۰ است.